# Budd Peak (Heard)
Der Budd Peak ist ein 2315 m hoher Berg auf der Insel Heard im südlichen Indischen Ozean. Er ragt 2,7 km südöstlich des Mawson Peak auf.
Der Berg wurde 1948 von Wissenschaftlern im Rahmen der Australian National Antarctic Research Expeditions vermessen und deskriptiv benannt. Das Antarctic Names Committee of Australia (ANCA) benannte ihn nach Grahame Budd, unter anderem Leiter der ANARE-Kampagne im Jahr 1963 zur Insel Heard.